# Jofré Llançol i Escrivà

Stemma della famiglia Borgia.

Jofré Llançol i Escrivà (Xàtiva, 1390 circa – Valencia, 1436/1437) è stato un nobile spagnolo di Xàtiva, Regno di Valencia, nella città di Borja, noto anche come Jofré de Borja y Escrivà e Jofré de Borja y Doms. Fu legato da vincolo matrimoniale alla Casa prestigiosa della famiglia Borgia. Era lo zio del cardinale Luis Juan de Milá e padre di papa Alessandro VI.

## Biografia
Jofré Llançol i Escrivà nacque a Xàtiva, Comunità Valenzana, intorno al 1390. Fu il capo del ramo della Casa Borgia che risiedeva a Játiva o Xàtiva. Era il figlio di Rodrigo Gil de Borja y Fennolet, che deteneva il titolo di Jurado del Estamento Militar de Játiva nel 1395, 1406 e 1407, e di sua moglie Sibilia de Escrivà y Pròixita. Jofré morì nel 1436 o nel 1437 a Valencia.

## Matrimonio e discendenza
Jofré Llançol i Escrivà sposò Isabel de Borja y Cavanilles, che era in realtà sua lontana cugina, da Valencia. Era la figlia di Domingo de Borja e di sua moglie Francina Llançol, uno dei quattro figli della coppia comprendeva anche Alfonso de Borja y Cavanilles, che sarebbe poi divenuto papa Callisto III e due sorelle di nome Francisca e Catalina. La coppia dette alla luce cinque figli:
- Rodrigo de Borja y Borja, che sarebbe poi diventato papa Alessandro VI (1431-1503).[2]
- Pedro Luis de Llançol y Borja, che divenne marchese di Civitavecchia e duca di Spoleto (1432-1458).
- Joana de Llançol y Borja, sposata con Pedro Guillén Llançol, VIII signore di Villalonga.
- Tecla de Llançol y Borja (?-1462), sposata con Vidal de Vilanova, signore di Pego e Murla.
- Beatriu de Llançol y Borja, sposata con Ximen Pérez de Arenós, signore di Puebla de Arenoso.